# Junín (lago)

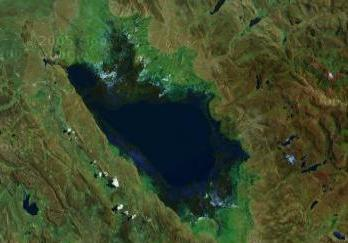
Il lago Junín visto da satellite

Il Lago di Junín è situato in Perù, nella regione omonima e fa parte del bacino dell'Amazzonia. 

È il più grande lago interamente compreso nel territorio peruviano. Il Titicaca, infatti, occupa un'area molto più vasta, ma la sua metà orientale si trova in territorio Boliviano. Situato ad un'altitudine di 4082 metri, il Junín è anche una apprezzata destinazione per la pratica del birdwatching.
Geograficamente, gran parte del lago si trova nella provincia di Junín e nella regione omonima, ma la punta nord-occidentale appartiene alla provincia di Pasco.

## Flora e fauna
Il lago è in gran parte circondato da vegetazione emergente, che in alcuni punti si estende fino a 6 km dalla riva e risulta talmente densa da essere impenetrabile. La fauna ittica è abbondante ed include alcune specie introdotte.
Il lago Junín è l'habitat esclusivo dello svasso di Junín (Podiceps taczanowskii), una rara specie di svasso in pericolo di estinzione.

## Stato ecologico
Una centrale idroelettrica regola il livello delle acque del lago modificando la portata del fiume emissario, l'Upamayo. L'escursione di livello delle acque del Junín, in condizioni di precipitazioni abbondanti, è modesta, ma nei periodi di siccità, per mantenere costante la portata dell'Upamayo, il livello può anche abbassarsi fino 1,5–2 m prosciugando una vasta porzione del bacino lacustre.
Il lago, negli ultimi anni, è stato soggetto ad un processo di eutrofizzazione sia per cause naturali sia per cause antropiche quali l'inquinamento organico prodotto dagli scarichi fognari delle città di Junín and Carhuamayo. 
Nel 1993 ha anche subito una grave contaminazione per l'immissione di residui minerari che hanno danneggiato la fauna ittica e avicola del lago.